# Индра
Индра (санскрит: इन्द्र или इंद्र Indra) је митолошки бог ваздуха и ветра, носилац муња и громовник, највиши бог код старих становника Индије. Касније, владар нижих богова, тј. свих сем Брахме, Вишнуа и Шиве.